# Шамс (родовище)
Шамс – газоконденсатне родовище у Західній пустелі Єгипта, в басейні Шушан-Матрух.
Родовище відкрили у 1997 році унаслідок спорудження розвідувальної свердловини Shams-2X, яка виявила комерційні обсяги вуглеводнів у відкладах юрського періоду (можливо відзначити, що саме з середньоюрською формацією Хататба пов’язані основні газові родовища басейну, зокрема, Каср та Обайєд). Запаси Шамс оцінили у 28 – 42 млрд м3 газу.
Розробка газових запасів басейну почалась у 1999 році із запуском ключового інфраструктурного об’єкту – Північного газопроводу, який уможливив евакуацію продукції із цього пустельного регіону. В межах проекту Шамс сполучили із розташованим за півтора десятки кілометрів на південний схід газопереробним комплексом Салам.
В подальшому маніфольд родовища Шамс став важливим вузловим пунктом при облаштуванні інших родовищ. В другій половині 2000-х сюди вивели два газопроводи діаметром по 600 мм від родовища Каср, а також забезпечили з’єднання маніфольду Шамс із установками підготовки Обайєд (трубопровід довжиною 42 км та діаметром 500 мм) і Тарек (два трубопроводи довжиною по 60 км з діаметром 450 мм). У другій половині 2010-х до маніфольду Шамс мали вивест два трубопроводи довжиною по 22 км та діаметром 300 мм від родовища Гідра.
Що стосується власне Шамс, наприкінці 2010-х звідси демонтували компресорну станцію та перемістили її до згаданого вище комплексу Тарек.
Шамс виявили на концесійній території Хальда, інвесторами якої на той момент виступали іспанська компанія Repsol (50%, оператор), американська Apache (40%) та південнокорейський конгломерат Samsung (10%). В 1998 році австралійська Novus придбала частку Samsung, а у 2001-му Apache викупила всі права на блок Хальда у Repsol та Novus і стала єдиним інвестором проекту.